# 대한민국 형사소송법 제242조
대한민국 형사소송법 제242조는 피의자신문사항에 대한 형사소송법의 조문이다.

## 조문
제242조(피의자신문사항) 검사 또는 사법경찰관은 피의자에 대하여 범죄사실과 정상에 관한 필요사항을 신문하여야 하며 그 이익되는 사실을 진술할 기회를 주어야 한다.

## 참고 문헌
- 손동권 신이철, 새로운 형사소송법(초판, 2013), 세창, 2013. ISBN 9788984114081

## 같이 보기
- 피의자신문